# 菖蒲町
菖蒲町（しょうぶまち）とは、かつて埼玉県北東部に存在した人口約2万人の町である。南埼玉郡の最北端に位置していた。2010年（平成22年）3月23日、久喜市、北葛飾郡栗橋町及び同郡鷲宮町との新設合併により、新たに久喜市が発足した。合併後も旧菖蒲町域を総称して菖蒲地区という。
菖蒲城趾には花菖蒲が咲く「城趾あやめ園」がある。菖蒲町のゆるキャラとしてしょうぶパン鬼ーが制定されていた。

## 地理

### 河川
- 野通川
- 西浦用水
- 星川
- 上田用水
- 見沼代用水
- 元荒川
- 備前堀川
- 備前前堀川
- 庄兵衛堀川（中堀）
- 笠原用水
- 栢間赤堀
- 幹線堀
- 中島用水路（黒沼笠原用水）
- 栢間堀川（中落堀、隼人堀川の上流河川）
- 附廻堀悪水路
- 新堀落
- 小川落
- 沼落悪水路（三間堀）
- 西堀用水

### 湖沼
- 昭和沼
- 栢間沼
- 小林沼
- 弁天沼

## 地名
久喜市となった後は、各地名の前に「菖蒲町（しょうぶちょう）」を付ける（例：久喜市菖蒲町小林）。
- 小林
- 上大崎
- 上栢間
- 河原井
- 三箇
- 柴山枝郷
- 下栢間
- 菖蒲
- 昭和沼
- 台
- 新堀

### 1954年合併以前の地名
ここに記した旧菖蒲町は、1954年（昭和29年）9月1日合併以前の町域を対象としており、他の三箇地区・小林地区・栢間地区・大字上大崎（現、菖蒲町上大崎）に関しては、三箇村・小林村・栢間村・大山村の各項を参照されたい。

#### 戸賀崎村
戸賀崎村（とがさきむら） - 1877年（明治10年）の名称変更により菖蒲町となり、明治の合併後に大字菖蒲となる。以下の地名はいずれも小字である。
- 菖蒲（あやめ）
- 宮本（みやもと）
- 西堀（にしぼり）
- 四丁免（しちようめん）
- 塚田（つかだ）
- 太皷田（たいこだ）
- 陣屋（じんや）
- 寺田（てらだ）
- 伊勢浦

#### 新堀村
新堀村（にいほりむら）- 明治の合併後に大字新堀となる。以下の地名はいずれも小字である。
- 矢足（やだれ）
- 宿横宿（しゆくよこじゆく）
- 新田（しんでん）
- 五軒屋敷（ごけんやしき）
- 上矢足（かみやだれ）
- 東（ひがし）
- 物見塚（ものみづか）

## 歴史
- 1869年（明治2年）1月28日 (旧暦) - 武蔵知県事・宮原忠治の管轄区域をもって大宮県が発足（県庁は日本橋馬喰町）。ほか町域では古河県に属した村もあり。
- 1869年（明治2年）9月29日 (旧暦) - 県庁が浦和に移転し、大宮県から浦和県に改称。
- 1871年（明治4年）11月14日 (旧暦) - 浦和県・忍県・岩槻県の3県が合併して埼玉県が誕生。
- 1877年（明治10年）4月5日 - 名称を戸賀崎村より菖蒲町へと改める。
- 1889年（明治22年）4月1日 - 町村制施行に伴い、南埼玉郡菖蒲町・新堀村が合併し、菖蒲町が成立する。
- 1954年（昭和29年）9月1日 - 菖蒲町・三箇村・小林村・栢間村・大山村大字上大崎が合併し、菖蒲町となる。
- 1955年（昭和30年）9月 - 大字上大崎の児童が菖蒲町立三箇小学校に編入となる。
- 1956年（昭和31年）8月 - 菖蒲町役場の庁舎が完成。
- 1957年（昭和32年）4月 - 青年研修所が完成。同月、菖蒲町立菖蒲中学校および菖蒲町立三箇中学校が統合される。
- 1958年（昭和33年）5月 - 菖蒲町立菖蒲小学校の完全給食が開始される。
- 1959年（昭和34年）3月 - 中橋が竣工する。同月、見沼代用水の改修工事が竣工する。
- 1960年（昭和35年）
  - 6月6日 - 雹害により麦・野菜・梨などに被害が出る。
  - 7月 - 町章を制定。「菖蒲音頭」が制作される。
- 1961年（昭和36年）1月 - 町営水道の給水が開始される。
  - 2月 - 小林小学校・小林中学校・三箇小学校の完全給食が開始される。
  - 3月 - 栢間小学校・栢間中学校・菖蒲中学校の完全給食が開始される。
  - 6月1日 - 雹害により野菜・果樹などに被害が出る。
- 1962年（昭和37年）4月 - 不動岡高等学校より菖蒲高等学校が分離され、独立開校する。
  - 7月、菖蒲町商工会が設立される。
- 1963年（昭和38年）7月 - 病害虫防除空中散布事業が開始される。
- 1964年（昭和39年）
  - 4月 - 菖蒲町老人クラブが発足する。
  - 5月 - 菖蒲高等学校が全日制として発足する。
  - 11月 - 町村合併10周年記念式典が菖蒲中学校講堂で催される。
- 1965年（昭和40年）
  - 1月1日 - 有線放送が発足し、200回線1800戸が加入する。
  - 4月22日 - 凍霜害により梨に被害が出る。
  - 8月 - 三箇小学校のプールが完成する。
- 1966年（昭和41年）
  - 4月 - 埼玉県立菖蒲高等学校が開校する。
  - 4月 - 国道122号が開通する。
  - 6月27日 - 台風4号により水害発生。家屋の浸水被害および農地（田畑）の冠水被害が発生する。
  - 7月 - 小林小学校のプールが完成する。
  - 9月24日 - 台風26号により、家屋の浸水被害および農地（田畑）の冠水被害が発生する。
  - 11月 - 北足立郡北本町ほか1市2町1村による衛生組合が操業を開始する。
- 1967年（昭和42年）7月 - 菖蒲中学校・栢間小学校のプールが完成する。
  - 10月22日 - 上尾運動公園を中心に27日まで第22回国民体育大会（埼玉国体）が開催される。
- 1968年（昭和43年）
  - 4月30日 - 雹害により麦・野菜・梨などに被害が出る。
  - 6月 - 農業協同組合内に菖蒲町農業技術銀行を設置する。
  - 12月 - 教職員住宅が完成する。
- 1969年（昭和44年）
  - 3月 - 国道122号の台南歩道橋が竣工する。
  - 4月 - 健康相談室を設置する。交通災害共済制度が発足する。
  - 5月 - 工業専用地域の用途地域が指定される。
  - 7月 - 菖蒲中学校（現：菖蒲東小学校）のプールが完成する。
- 1970年（昭和45年）
  - 1月 - 野通川の「小林堰」が竣工する。
  - 3月 - 国道122号バイパスの改良工事が竣工する。
  - 同月 - 菖蒲浄水場が完成する。
  - 5月 - 三箇小学校の新校舎が竣工する。
  - 9月 - 久喜菖蒲工業団地の事業認可がされ、着工される。
- 1971年（昭和46年）
  - 2月 - 菖蒲小学校の新校舎が竣工する。
  - 4月 - 小林中学校および栢間中学校が統合され、菖蒲南中学校が開校する。
  - 7月17日 - 雹害により梨などに被害が出る。
  - 9月 - 菖蒲電話交換局が設置され、ダイヤル式電話となり、菖蒲郵便局内の電話交換局が廃止となる。
  - 12月 - 農業振興地域に指定される。
- 1972年（昭和47年）
  - 10月 - 菖蒲南中学校の新校舎が竣工する。
  - 12月 - 菖蒲町立集会所が完成する。
- 1973年（昭和48年）5月 - 菖蒲南中学校の完全給食が開始される。
- 1974年（昭和49年）
  - 3月 - 森下浄水場が竣工する。
  - 11月 - 町村合併20周年記念式典が菖蒲高等学校体育館で催される。
- 1975年（昭和50年）12月 - 寺田公園・金山公園・見沼緑地が設置される。
- 1976年（昭和51年）
  - 3月 - 小林小学校の新校舎が竣工する。
  - 4月1日 - 久喜地区消防組合の菖蒲分署が発足する。
  - 9月 - 菖蒲農村センターが完成する。
- 1977年（昭和52年）
  - 2月 - 有線放送が廃止される。
  - 5月 - 久喜菖蒲水上公園が竣工する。
  - 7月 - 久喜菖蒲水上公園が開園。
  - 7月、久喜菖蒲工業団地に皇太子明仁親王が行啓される。
- 1978年（昭和53年）3月 - 栢間小学校の新校舎が竣工する。
- 1979年（昭和54年）1月 - 菖蒲南中学校の体育館が竣工する。
- 1980年（昭和55年）
  - 3月 - 老人福祉センターが竣工する。
  - 11月 - 久喜地区消防組合の菖蒲分署新庁舎が竣工する。
- 1981年（昭和56年）
  - 3月 - 菖蒲町の人口が2万人を超える。
  - 9月 - 物見塚公園が設置される。
- 1982年（昭和57年）
  - 2月 - 名誉町民の称号が遠藤長一郎に贈られる。
  - 3月 - NHK菖蒲久喜ラジオ放送所より第1放送の放送が開始される。
- 1983年（昭和58年）
  - 3月 - 学校給食センターが竣工する。
  - 3月 - 菖蒲中学校の新校舎および体育館が竣工する。
  - 4月 - 旧菖蒲中学校の校舎を利用し、菖蒲東小学校が開校する。
  - 10月 - 菖蒲東小学校の新校舎が竣工する。
- 1984年（昭和59年）
  - 3月 - 農業者トレーニングセンターが竣工する。
  - 5月5日 - 町民憲章および町の花（あやめ）・鳥（しらさぎ）・木（桜）が制定される。
  - 11月3日 - 町村合併30周年記念式典が農業者トレーニングセンターで催される。
  - 11月 - 菖蒲小学校体育館を改築する。三箇小学校の校舎を改築し、体育館を新築する。
- 1985年（昭和60年）3月 - しょうぶ会館が竣工する。
- 1986年（昭和61年）2月 - 小林小学校および栢間小学校の体育館が竣工する。
- 1987年（昭和62年）
  - 3月 - 菖蒲中学校の格技場が竣工する。
  - 10月 - 森下テニスコートが竣工する。
- 1988年（昭和63年）
  - 2月 - 菖蒲東小学校の体育館が竣工する。
  - 8月 - 菖蒲町役場の新庁舎（現：久喜市菖蒲行政センター）およびコミュニティセンターが竣工する。
- 1989年（平成元年）3月 - 清掃センターおよび保健センターが竣工する。
- 1990年（平成2年）
  - 3月 - あやめ会館および、あやめ公園が竣工する。
  - 5月 - 防災行政無線が開局する。
  - 「ひまわり迷路」の開催が開始される。
- 1991年（平成3年）
  - 3月 - しらさぎ公園が開園し、森下公民館が竣工する。
  - 6月 - 第1回あやめ祭りが開催される。
  - 7月 - 八束テニスコートが竣工する。
- 1992年（平成4年）
  - 1月 - 樋口近之助・本多静六・細田嘉に名誉町民の称号が贈られる。
  - 3月 - 森下福祉会館および菖蒲町文化交流見沼館が完成する。
  - 4月12日 - 雹害により梨などに被害が出る。
  - 5月25日 - 雹害により梨などに被害が出る。
  - 10月 - 本多静六博士生誕地記念園が竣工する。
- 1993年（平成5年）
  - 4月 - 親農交流公園「ふれあい・しみん農園」が開設される。
  - 7月 - しょうぶ・ローズバーグ協会が設立される。
  - 10月 - アメリカ合衆国オレゴン州ローズバーグ市と姉妹都市協定を締結する。
- 1994年（平成6年）
  - 3月 - しょうぶの梨100年記念園が竣工する。
  - 5月 - 鎮守の森公園が竣工する。
  - 6月 - 町村合併40周年記念事業としてシンボルマークおよび菖蒲百景の選定などが開催される。
- 1995年（平成7年）
  - 3月 - 彩のブルーランドしょうぶ（あやめ・ラベンダーの里）整備事業が竣工する。
  - 3月 - 埼玉県内初の「道のオアシス」が竣工する。
  - 6月 - あやめ・ラベンダーのブルーフェスティバルが開催される。
- 1996年（平成8年）
  - 5月28日 - 雹害により梨などに被害が出る。
  - 7月 - 保養介護施設「彩嘉園」が開設される。
- 1997年（平成9年）
  - 5月 - 上大崎運動公園野球場が開設される。
  - 8月 - 青森県上北郡野辺地町と友好都市を締結する。
  - 10月 - 資源回収事業が開始される。
- 1998年（平成10年）
  - 3月 - 島田得一、堀部文之丞に名誉町民の称号が贈られる。
  - 4月 - 生涯学習文化センターアミーゴが開館する。
  - 6月 - 菖蒲町立中央図書館（現：久喜市立菖蒲図書館）が開館する。
  - 田園都市づくり協議会による公共施設の相互利用が開始される。
- 1999年（平成11年）
  - 3月 - 埼玉県道5号さいたま菖蒲線バイパスが開通する。
  - 4月 - 室内温水プール「アクレ」が開設される。
- 2000年（平成12年）
  - 1月 - 車椅子リフト付きの町有バスが導入される。
  - 4月 - 菖蒲町のホームページが開設される。
  - 5月14日、雹害により梨などに被害が出る。
- 2001年（平成13年）
  - 1月28日 - 菖蒲町内巡回バスの運行が開始される。
  - 2月 - 菖蒲町役場本庁舎を対象とし、ISO14001が認証される。
  - 5月19日 - 雹害により農産物に大きな被害が発生する。
  - 8月1日 - ふれあいグラウンドゴルフ場が開設される。
  - 12月2日 - 第1回菖蒲福祉健康まつりが開催される。
  - 「ひまわり迷路」が本年をもって終了となる。
- 2002年（平成14年）
  - 7月 - 本多静六博士顕彰記念式典が開催される。
  - 8月 - 職員出前講座「学びましょうぶ」が開始される。
- 2003年（平成15年）
  - 4月27日 - 菖蒲町の合併についての意思を問う住民投票が実施される。
  - 7月1日 - 蓮田市・南埼玉郡白岡町・南埼玉郡菖蒲町の合併協議会が設置される。
  - 10月、ローズバーグ市との姉妹都市提携10周年記念事業を実施する。
- 2004年（平成16年）
  - 4月 - 横町商店街に「ふれあい菖蒲壱番館」が開設される。
  - 11月 - 町村合併50周年記念式典が催される。
- 2008年（平成20年）6月7日 - 国道122号騎西菖蒲バイパスが開通する。
- 2010年（平成22年）3月23日 - 菖蒲町・栗橋町・鷲宮町・久喜市が合併（新設合併）し、新たに久喜市が発足する。

### 平成の大合併における動向
菖蒲町は当初、蓮田市・南埼玉郡白岡町との合併を目指し、新市名を「彩野市（あやのし）」とすることで合意していたが、住民投票で反対多数となり、この枠組みでの合併は白紙撤回された。
その後、菖蒲町・栗橋町・鷲宮町・久喜市の1市3町の合併協議を行い、2008年8月の第4回1市3町合併協議会にて、2010年3月までの合併を目指し、新しい市名は「久喜市」とすることと決定した。2009年5月28日に1市3町の首長が合併協定書に調印。2010年3月23日、新たに「久喜市」が発足した。

## 行政

### 歴代町長
| 代 | 氏名       | 就任           | 退任           | 期・備考                              |
| -- | ---------- | -------------- | -------------- | ------------------------------------- |
| 初 | 遠藤長一郎 | 1954年10月17日 | 1958年10月16日 | 1期                                   |
| 2  | 菊池啓作   | 1958年10月17日 | 1962年10月16日 | 1期                                   |
| 3  | 島田得一   | 1962年10月17日 | 1966年10月16日 | 1期                                   |
| 4  | 島田得一   | 1966年10月17日 | 1970年10月16日 | 2期                                   |
| 5  | 細田嘉     | 1970年10月17日 | 1974年10月16日 | 1期                                   |
| 6  | 細田嘉     | 1974年10月17日 | 1978年10月16日 | 2期                                   |
| 7  | 細田嘉     | 1978年10月17日 | 1982年10月16日 | 3期                                   |
| 8  | 伊藤愛藏   | 1982年10月17日 | 1986年10月16日 | 1期                                   |
| 9  | 樋口近之助 | 1986年10月17日 | 1990年10月16日 | 1期                                   |
| 10 | 遠藤淳二   | 1990年10月17日 | 1994年10月16日 | 1期                                   |
| 11 | 遠藤淳二   | 1994年10月17日 | 1998年10月16日 | 2期                                   |
| 12 | 中山登司男 | 1998年10月17日 | 2002年10月16日 | 1期                                   |
| 13 | 中山登司男 | 2002年10月17日 | 2006年10月16日 | 2期                                   |
| 14 | 中山登司男 | 2006年10月17日 | 2010年3月22日  | 3期、合併による久喜市の設置に伴い失職 |

### 広域行政
- 広域利根斎場組合（加須市、久喜市、幸手市、北埼玉郡騎西町、北埼玉郡北川辺町、北埼玉郡大利根町、南埼玉郡宮代町、北葛飾郡栗橋町、北葛飾郡鷲宮町と共に斎場運営を行っている）
- 北本地区衛生組合（鴻巣市、北本市、比企郡吉見町と共に屎尿処理を行っている）
- 田園都市づくり協議会

## 経済
- エフテック
- NSKマシナリー

### 産業
- 主な産業
  - イチゴ・ナシ生産
- 産業人口
  - 第一次産業：14.5%
  - 第二次産業：36.8%
  - 第三次産業：48.4%

久喜菖蒲工業団地
- 日本鋳鉄管
- エフテック
- 日本マタイ

### 金融機関
- 埼玉りそな銀行菖蒲支店
- 南彩農業協同組合（JA南彩）
  - 本店
  - 菖蒲支店
  - 三箇支店
  - 小林支店
  - 栢間支店
  - 寺田支店

## 姉妹都市
- 野辺地町（青森県上北郡）
- 青木村（長野県小県郡）
- ローズバーグ市（アメリカ合衆国オレゴン州）
  - 1993年（平成5年）10月18日姉妹都市提携

## 地域
- 平均年齢：46.5歳（男＝45.3歳、女＝47.7歳）　（2010年1月1日現在）
- 公共下水道普及率：34.4%　（2009年3月31日現在）

### 教育
幼稚園
- 長龍寺幼稚園
- 菖蒲幼稚園

小学校
- 菖蒲町立小林小学校
- 菖蒲町立栢間小学校
- 菖蒲町立三箇小学校
- 菖蒲町立菖蒲小学校
- 菖蒲町立菖蒲東小学校

中学校
- 菖蒲町立菖蒲中学校
- 菖蒲町立菖蒲南中学校 - 菖蒲町廃止後に菖蒲中学校へ統合

高等学校
- 埼玉県立菖蒲高等学校 - 菖蒲町廃止後に埼玉県立蓮田松韻高等学校へ統合

### 警察・消防
- 久喜警察署
  - 菖蒲交番
  - 小林駐在所
- 久喜地区消防組合
  - 菖蒲分署

### 公共施設
- 保健センター
- 清掃センター
- 文化会館（アミーゴ）（生涯学習文化センター、菖蒲町立中央図書館）
- しょうぶ会館
- 森下公民館
- 町立トレセン
- あやめ会館
- アクレ（室内温水プール）
- 老人福祉センター
- 彩嘉園（保養介護施設）
- 文化交流見沼
- ふれあい・しみん農園
- 鎮守の森公園
- 福祉健康の森健康公園
- しらさぎ公園
- 寺田公園
- 金山公園
- あやめ公園
- 久喜菖蒲公園
- しょうぶの梨100年記念園

### 電話番号
市外局番は町内全域が「0480」。同一市外局番の地域との通話は市内通話料金で利用可能（久喜MA）。収容局は菖蒲局のみ。

### 郵政
郵便番号は町内全域が「346-01xx」。郵便事業久喜支店が集配を担当。
- 菖蒲郵便局

## 交通

### 鉄道
- 町内に鉄道駅はない。西端の元荒川沿いの一部の約600mを上越新幹線が通過する。最寄り駅は、JR東日本宇都宮線久喜駅など。

### バス
菖蒲町内では東武鉄道直営時代の東武バスの一般路線バスが運行されていたが、2002年4月1日付で東武バス上尾営業所菖蒲出張所が朝日自動車へ移管され、全線が朝日自動車菖蒲営業所の路線となった。
- 朝日自動車（菖蒲営業所）
  - 菖蒲仲橋 - モラージュ菖蒲前 - 久喜駅西口
  - 菖蒲車庫 - 細谷 - 桶川駅東口
  - 菖蒲車庫 - 加納公民館 - 桶川駅東口
  - 菖蒲仲橋 - 白岡駅西口
  - 菖蒲仲橋 - 下大崎 - 蓮田駅東口
  - 菖蒲車庫 - 丸谷 - 蓮田駅西口
- 大和観光自動車
  - 管理センター - 清久工業団地 - 久喜駅西口
  - 管理センター - 南4丁目 - 久喜駅西口
- 平成エンタープライズ
  - モラージュ菖蒲中央口 - 北本駅東口（直行）

#### コミュニティバス
久喜市との合併前に、菖蒲町は独自にコミュニティバスを運行していた。2001年（平成13年）1月28日より菖蒲町町内巡回バスを運行開始、2005年（平成17年）3月末をもって運行休止され、そのまま廃止された。
2000年（平成12年）1月、町有バスを1台導入。車両は車椅子リフト付きの小型バスであった。運行業務は木村観光バス（本社：蓮田市）へ委託していた。なお、木村観光バスは業績悪化により2012年に事業停止した。

### タクシー
タクシーの営業区域は県南東部交通圏で、春日部市・草加市・越谷市・久喜市・八潮市などと同じエリアとなっている。

### 道路

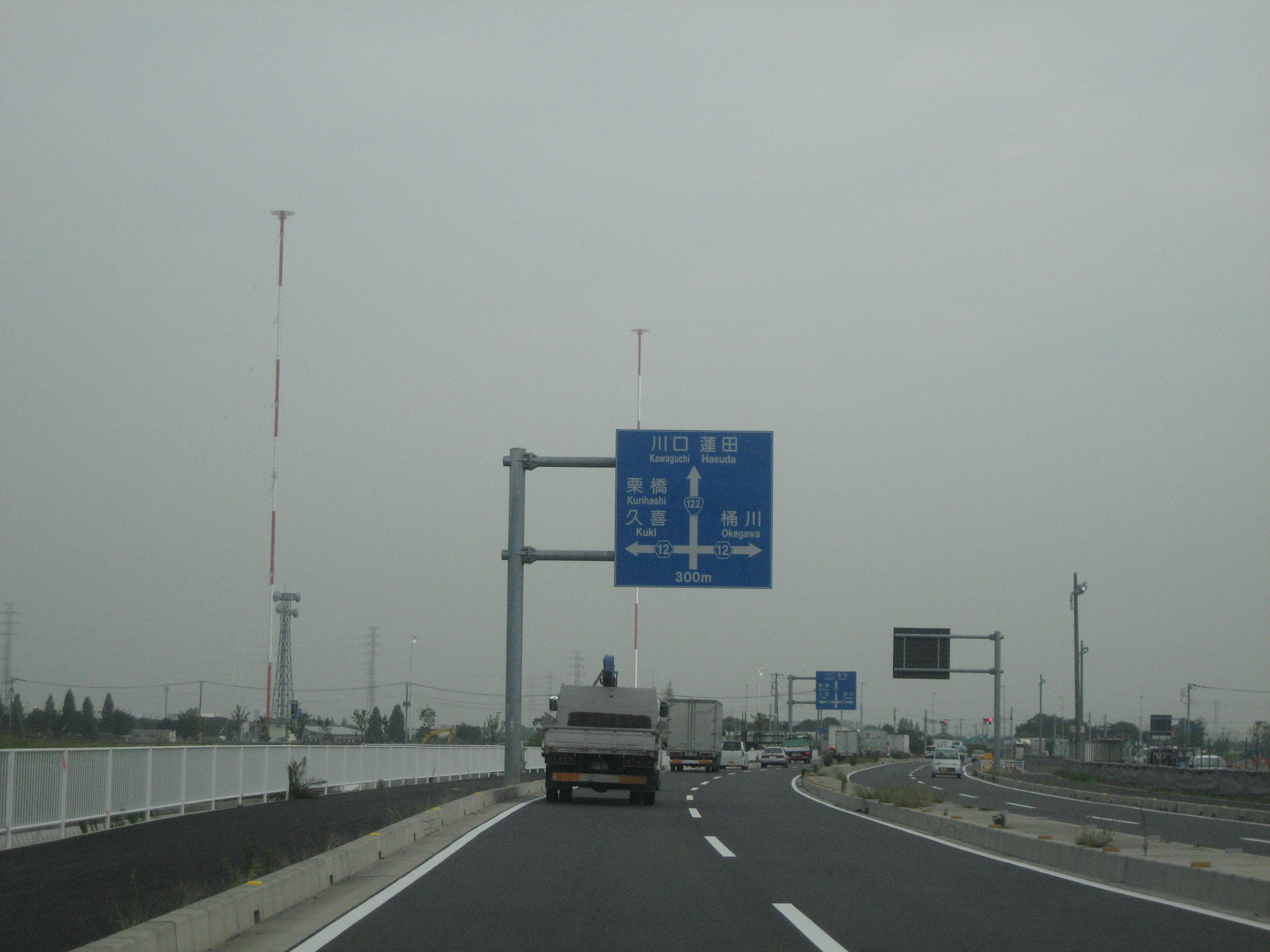
国道122号 騎西菖蒲バイパス
（埼玉県南埼玉郡菖蒲町大字菖蒲）

閉町当時、首都圏中央連絡自動車道の白岡菖蒲インターチェンジ建設が進められていた（2011年（平成23年）開通）。
- 一般国道
  - 国道122号
  - 国道122号騎西菖蒲バイパス - 2010年（平成22年）4月11日に全線4車線化工事が完了した。
- 主要地方道
  - 埼玉県道5号さいたま菖蒲線
  - 埼玉県道12号川越栗橋線
  - 埼玉県道77号行田蓮田線
  - 埼玉県道78号春日部菖蒲線
- 一般県道
  - 埼玉県道310号笠原菖蒲線
  - 埼玉県道312号下石戸上菖蒲線
  - 埼玉県道313号北根菖蒲線
  - 埼玉県道396号下早見菖蒲線
- 農道
  - 南北埼広域農道
- 町道 - 1,454ある。
- 愛称のある道路
  - ラベンダー通り
  - トゥモローストリート
  - 萩の怪
  - 水と緑のふれあいロード（中島用水路沿い）
  - 緑のヘルシーロード（見沼代用水沿い）
  - ふるさと歩道（神明神社参道）
  - 稲穂通り

## 名所・旧跡・観光スポット・祭事・催事

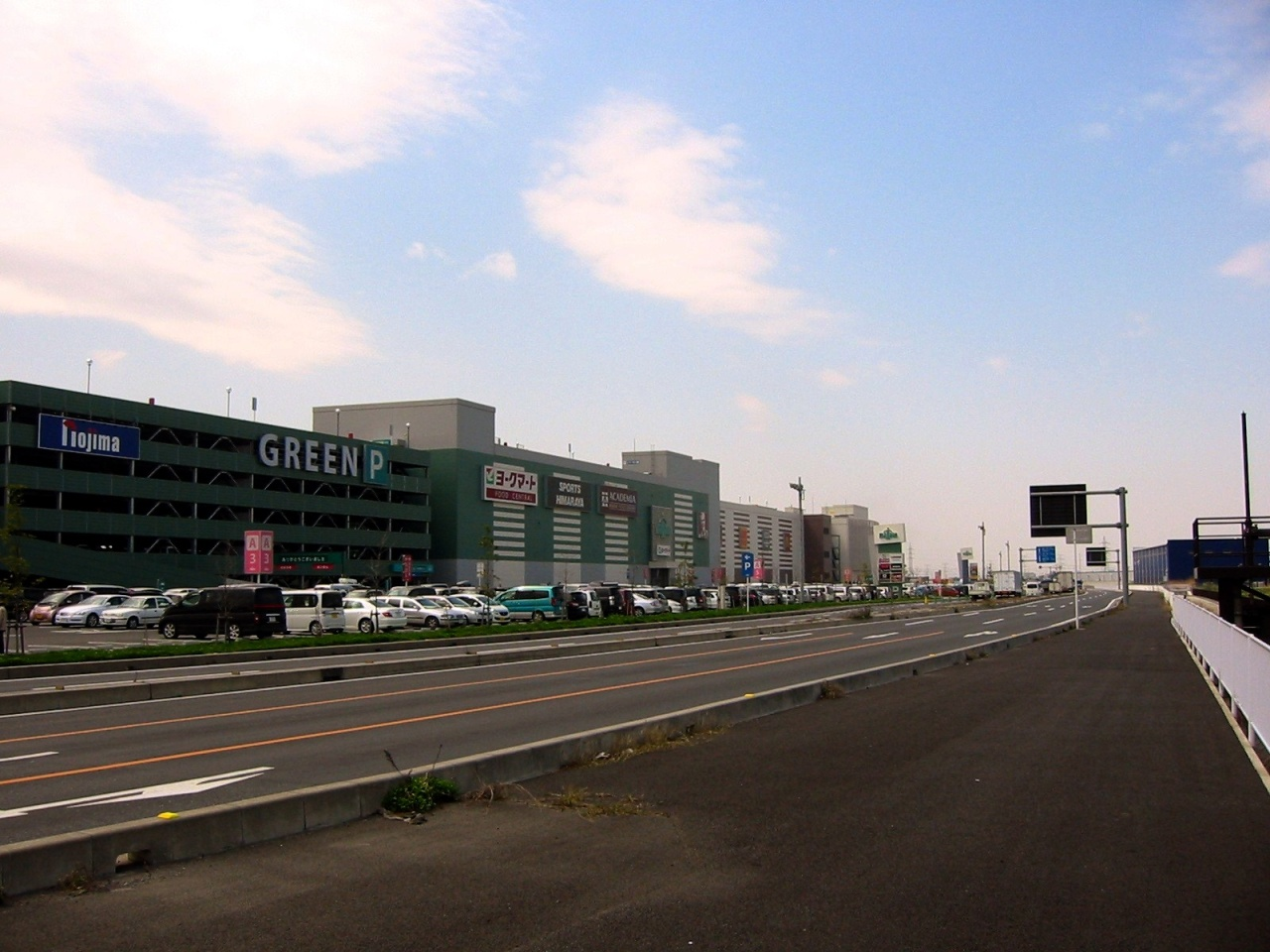
モラージュ菖蒲

- 菖蒲城址
- 天王山塚古墳
- 神明神社
- 菖蒲神社
- 長龍寺
- 善宗寺
- モラージュ菖蒲
- あやめ・ラベンダーのブルーフェスティバル

## その他の施設
- NHK菖蒲久喜ラジオ放送所 - 久喜市との境界近くの三箇地区に、川口市から移転してきたNHKのAMラジオ送信所が設置されている（NHK東京・第1放送594kHz・300kW、第2放送693kHz・500kW）。また同送信所の敷地内に、放送衛星システムのBS放送地球局「菖蒲アップリンク地球局」がある。

## 出身有名人
- 五十嵐八五郎
- 本多静六
- 森田進（元競輪選手）
- 榎本茂昭（ステンドグラス作家）